# Cattedrale di Wells

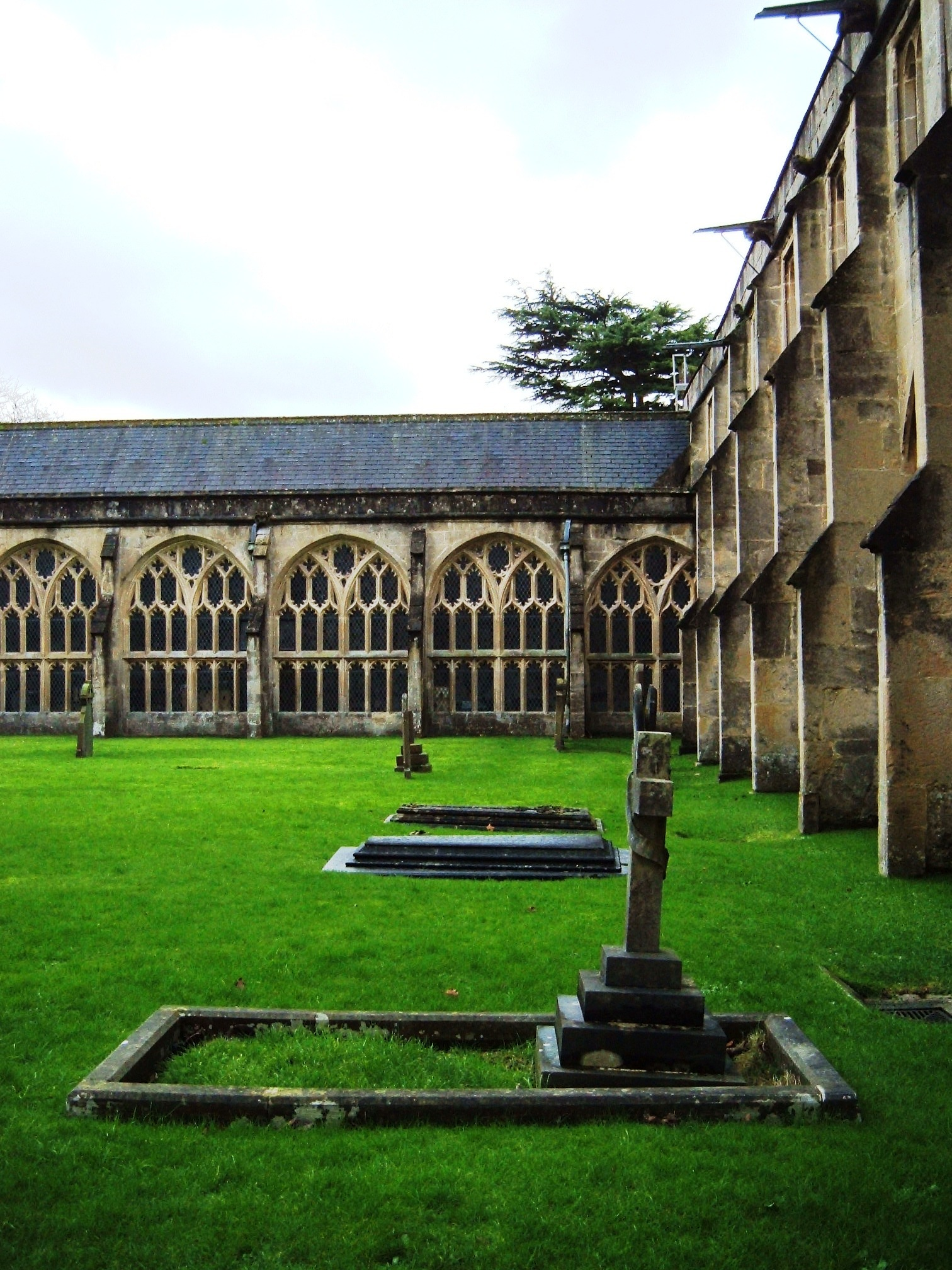
Cimitero della cattedrale di Wells

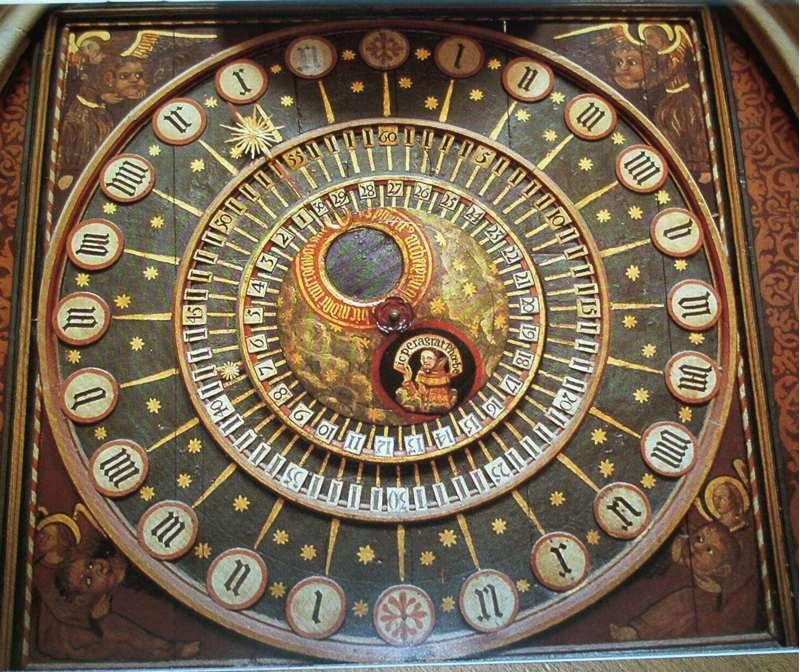
L'orologio astronomico

La cattedrale di Wells (in inglese: Wells Cathedral; nome ufficiale: Cathedral Church of St. Andrew o Cathedral of St. Andrew in Wells), è un edificio religioso intitolato a Sant'Andrea, eretto in stile gotico inglese tra il 1180 ca. e il 1490 a Wells, cittadina del Somerset, nel sud-ovest dell'Inghilterra, e sede della diocesi anglicana di Bath e Wells.
Si tratta della prima grande cattedrale costruita nello stile gotico primitivo inglese, di cui è anche considerata la massima espressione.

## Ubicazione
La cattedrale si trova all'interno di un complesso che comprende anche il Palazzo del Vescovo (Bishop's Palace), il Chiostro dei Vicari (Vicars' Close), con 42 abitazioni per i dignitari ecclesiastici.

## Caratteristiche
La cattedrale presenta una facciata gotica decorata con oltre trecento statue.
Gli interni sono caratterizzati da enormi archi a forbici, risalenti al 1338-1348.
All'interno si trova, tra l'altro, un orologio astronomico copernicano.
L'edificio, inoltre, è stato utilizzato come set nelle ultime scene della mini serie televisiva "I pilastri della terra", nella rappresentazione della cattedrale di Kingsbridge, città fittizia, inventata da Ken Follett nell'omonimo romanzo storico, dal quale la serie è stata tratta.

## Storia
Nel luogo in cui ora si trova la cattedrale di Wells, sorgeva in origine - stando a scavi archeologici svoltisi nel XIX secolo e negli anni settanta del XX secolo una chiesa dedicata sempre a Sant'Andrea e risalente all'VIII secolo.
I lavori di costruzione della cattedrale iniziarono invece intorno al 1180, quand'era in carica il Vescovo Reginald (morto nel 1191).
Lo storico inglese Edmund Howes, riprendendo gli Annales di John Stow, riporta che nel 1596 un cosiddetto fulmine globulare penetrò da una vetrata esplodendo nella cattedrale.

## Punti d'interesse

### Esterni

#### Facciata principale
La facciata principale o facciata ovest fu iniziata nel 1209 e completata nel 1250. Ad essa sono state aggiunte delle torri nel XIV e XV secolo. È larga 45 metri circa.
È decorata da trecento statue, che raffigurano santi, scene bibliche, preti, sovrani ecc.
Lo slancio ascensionale delle nicchie, degli archi, dei contrafforti è frenato dalle lunghe orizzontali del basamento e dei marcapiani; i minuscoli portali non modificano l'effetto d'insieme, che è quello di un piano continuo, allungato in orizzontale.

### Interni

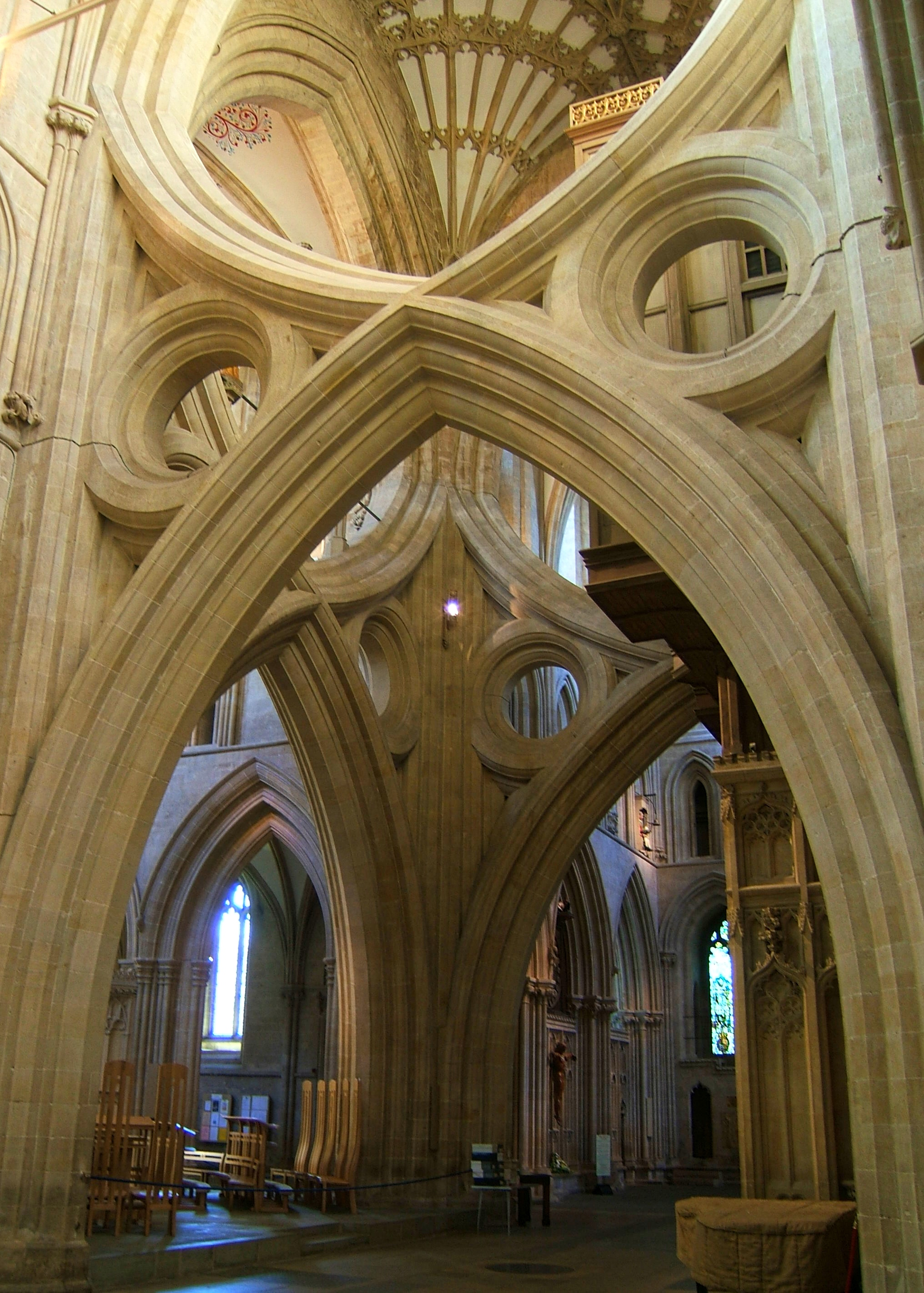
Archi contrapposti della cattedrale di Wells

La cattedrale di Wells è celebre anche per l'inedita, sorprendente soluzione adottata all'interno per sostenere la navata che rischierebbe di crollare sotto il peso di un'immane torre eretta sopra l'incrocio con transetto nel 1340: una struttura di rinforzo ad archi contrapposti, che dimostra l'abilità dei costruttori di risolvere in chiave creativa e ornamentale i problemi statici.